# هيرب جاكسون (فنان)
هيرب جاكسون (بالإنجليزية: Herb Jackson)‏ هو فنان أمريكي، ولد في 1945 في رالي في الولايات المتحدة.